# Die himmlische Joan
Die himmlische Joan (Originaltitel Joan of Arcadia) ist eine US-amerikanische Fernsehserie, die Familienserie und Fantasy verbindet. Die Hauptfigur Joan, gespielt von Amber Tamblyn, ein Teenager in einer US-Kleinstadt, bekommt darin regelmäßig Aufgaben von „Gott“.
Die Serie lief vom September 2003 bis Mai 2005 im US-amerikanischen Fernsehen, bevor sie nach 45 Folgen eingestellt wurde.

## Handlung
Joan Girardi ist 15 Jahre alt und Schülerin an einer High School in der Kleinstadt Arcadia in Maryland. Dort lebt sie auch mit ihrer Familie. Ihr Vater Will Girardi tritt seinen Posten als Polizeichef von Arcadia an, ihre Mutter Helen ist Kunstlehrerin an der High School. Ihr jüngerer Bruder Luke ist wissenschaftlich interessiert, ihr älterer Bruder Kevin sitzt nach einem Autounfall im Rollstuhl und muss sich damit erst einmal abfinden.
Joan begegnet einem jungen Mann, der sie daran erinnert, dass sie versprochen hatte Gottes Willen zu folgen, wenn ihr Bruder seinen Autounfall überleben würde. Er bereitet sie darauf vor, dass er von nun an häufiger in wechselnder Gestalt auf sie zukommen werde, um ihr Anweisungen zu geben. Joan begegnet von da an regelmäßig Leuten, die sie vorher noch nie gesehen hat und die angeben, Gott zu sein. Sie geben Joan Instruktionen. Häufig ergeben diese für sie zunächst keinen Sinn. Ein Müllmann bittet sie, sich einen Job zu suchen, ein Junge aus ihrer Stufe gibt ihr Schminktipps oder ein kleines Mädchen verlangt, sie solle dem Schachclub der Schule beitreten. Obwohl sie sich weder sicher ist, ob es Gott gibt oder – wenn es ihn gibt – was er von ihr möchte, setzt sie seine Anweisungen in die Tat um und handelt sich so nicht selten Ärger ein oder macht sich lächerlich.
Mit der Zeit merkt sie jedoch, dass sie auf diese Art und Weise den Menschen in ihrer Umgebung helfen kann und befolgt die Anweisungen mit wachsendem Vertrauen. Auf verschiedenen Wegen erhält sie dabei tiefere Einblicke in das Leben und die Probleme ihrer Eltern, Geschwister und Freunde und kann so Einfluss auf das Geschehen in ihrem sozialen Umfeld nehmen. Nebenbei schlägt sie sich mit den für ihr Alter typischen Problemen herum – mit den Schwierigkeiten des Erwachsenwerdens, mit Gefühlen, Freundschaften und dem Stress innerhalb der Familie.

## Hintergrund
Während der gesamten Serie wird der religiöse Aspekt selten überbetont – es geht weniger um den Glauben an Gott oder irgendeine spezielle Glaubensrichtung als um die Entwicklung der Charaktere, die sich über die gesamte Staffel verändern und sichtbar reifen. Gott ist für Joan insofern wichtig, als er ihr Denkanstöße gibt, wie sie sich richtig verhalten sollte im Gegensatz dazu wie sie es tut. Am Ende jeder Folge steht eine Art Moral, etwas das Joan aus dem Geschehen mitgenommen hat, wobei es der Serie jedoch gelingt, nicht ins Klischeehafte oder Kitschige abzustürzen. Der Name der Serie ist an die französische Nationalheldin Jeanne d’Arc (engl. Joan of Arc) angelehnt, die ihrer Aussage nach ebenfalls Anweisungen von Gott bekam.
Die Serie erhielt mehrere Auszeichnungen, unter anderem Nominierungen für den Emmy und den Golden Globe für Amber Tamblyn. Wegen nachlassender Zuschauerzahlen wurde, nach Ausstrahlung der zweiten Staffel in den USA, entschieden, sie nicht zu verlängern. Die erste Staffel war in Deutschland als Erstausstrahlung bei Pro Sieben zu sehen, die zweite Staffel vom 16. Oktober 2010 bis zum 26. März 2011 auf sixx im deutschen Free TV.

## Besetzung
Die Serie wurde bei der Telesynchron in Berlin vertont. Ulrike Heiland schrieb die Dialogbücher, Jürgen Kluckert führte die Dialogregie.
| Schauspieler/in  | Figur           | Synchronsprecher |
| ---------------- | --------------- | ---------------- |
| Amber Tamblyn    | Joan Girardi    | Julia Kaufmann   |
| Joe Mantegna     | Will Girardi    | Michael Telloke  |
| Mary Steenburgen | Helen Girardi   | Silvia Mißbach   |
| Jason Ritter     | Kevin Girardi   | Julien Haggége   |
| Michael Welch    | Luke Girardi    | Konrad Bösherz   |
| Chris Marquette  | Adam Rove       | Ozan Ünal        |
| Becky Wahlstrom  | Grace Polk      | Tanya Kahana     |
| Mageina Tovah    | Glynis Figliola | Yvonne Greitzke  |